# Opat Suger
Suger od Saint-Denisa bio je francuski katolički redovnik, benediktinac, poznat kao opat samostana Saint-Denis, teolog, administrator, političar i državnik u službi kraljeva Luje VI. i Luje VII., pisac (autor povijesnih tekstova), ali ponajviše kao prvi poznati arhitekt gotičke arhitekture. Njegov slogan bio je „Novum contra usum” (lat. za „Novo nasuprot običnoga”).

## Karijera
Suger je mladost proveo u opatiji Saint-Denis, a 1122. godine izabran je za njezina opata. Od 1127. godine započeo je njezinu obnovu, čime je privukao pozornost kralja. Postaje savjetnik kralja Luje VI. i njegove supruge, Eleonore od Akvitanije, te je kasnije djelovao protiv njihova razvoda. U to vrijeme se zalagao za kraljevsku centralizaciju i napisao je dva djela o vladavini Luje VI. (Vita Ludovici regis) i nešto objektivniju o vladavini Luje VII. (Historia gloriosi regis Ludovici), te dvije knjige o upravi obnove bazilike (Liber de rebus in administratione sua gestis, i nastavak, Libellus de consecratione ecclesiae S. Dionysii) pod utjecajem Dionizija Areopagita.
Njegovo ime se ipak najčešće veže s obnovom bazilike Saint-Denis, tijekom koje je zapravo stvorio gotički stil. Neustrijske elemente u arhitekturi je primijenio kako bi postigao što jači misticizam svjetla (što je odgovaralo njegovim teološkim pogledima na umjetnost), a što je dovelo do gotičke umjetnosti. U tu svrhu je, crkve koje su tradicionalno okrenute prema istoku s ulazom na zapadu, dodatno otvorio prozorima tako da izlazeće sunce osvjetlava oltar; što je mogao postići samo snopastim stupovima koji nose križno-rebraste svodove i rozetama na transeptima. Također, na zapadnom pročeljuje uveo trostruke portale (referenca na Sveto Trojstvo) osvjetljavajući glavni brod velikom rozetom. Ideja vodilja mu je bila Salomonov hram i a dilectio decoris domus Dei, „užitak u uljepšavanju Božjeg doma”.
Bernard iz Clairvauxa je bio prvi suvremeni kritičar Sugerove arhitekture koji je tvrdio kako je jednostavan i trezven samostan obnovio na luksuzan način.

## Vanjske poveznice
- Vitraj Saint-Denisa  Arhivirana inačica izvorne stranice od 16. siječnja 2010. (Wayback Machine)